# Alexandra Engen

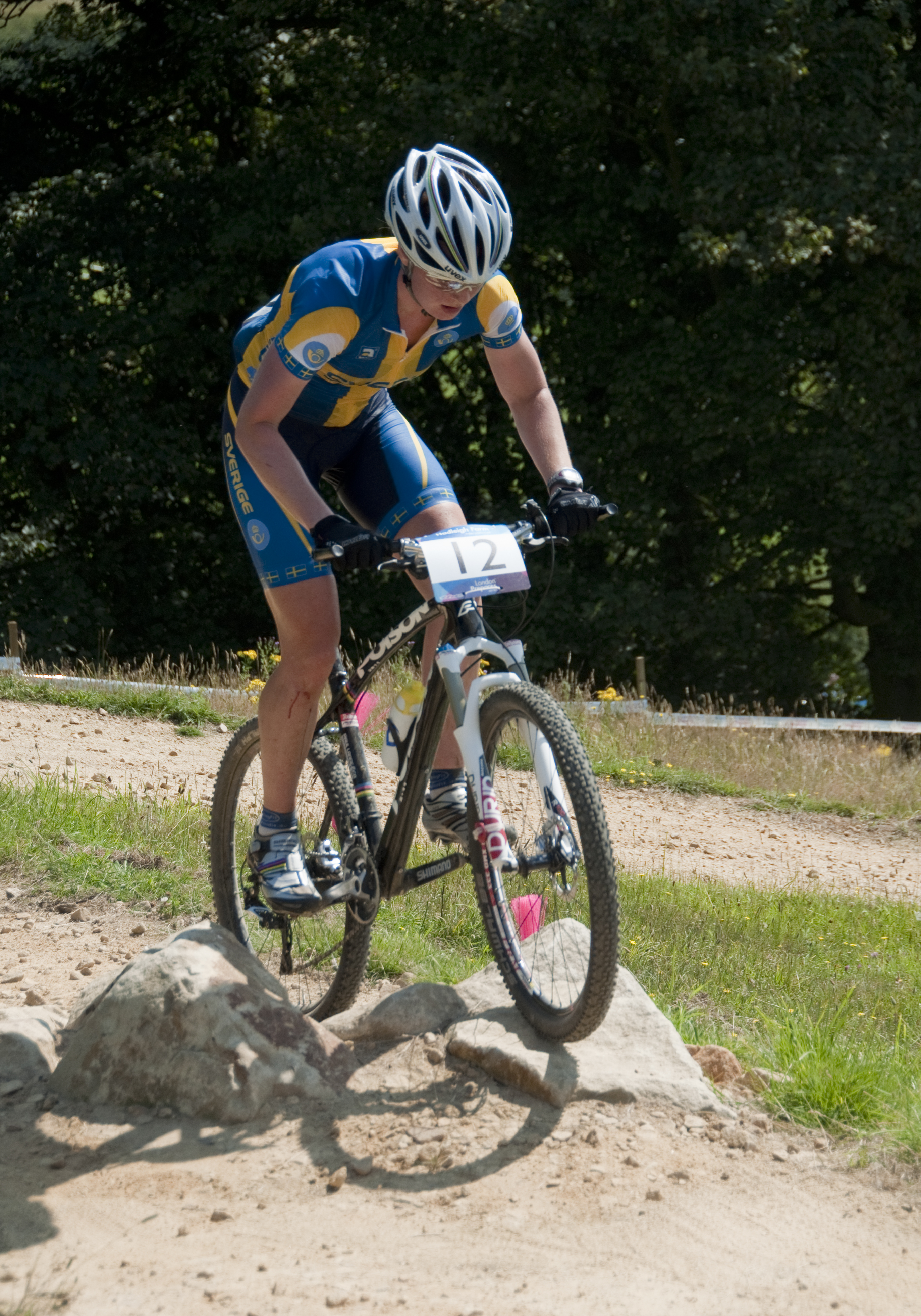
Alexandra Engen, 2012.

Alexandra Engen, född 5 januari 1988 i Sarpsborg i Norge, är en svensk mountainbikecyklist inom olympisk cross country (XCO). Hon är med i SOK:s "Topp & talang"-program och var uttagen till OS i Kina 2008 men kom inte till start sedan hon vurpat i samband med träning på banan och brutit nyckelbenet..
Hon har sex raka SM-guld åren 2007-2012. Bland hennes internationella meriter märks en silvermedalj i VM 2009 XC U23, silvermedalj i EM 2009 XC U23 och guldmedalj i EM 2009 lag-stafett XCR. 2010 vann Engen EM-guld i Haifa i Israel och VM-guld i Mont-Sainte-Anne i Kanada, båda i U23-klassen. Dessutom erövrade hon 2009 medaljer i en av de mest prestigefyllda nationella tävlingsserierna, den tyska Bundesligan, med silver i sprint elit och XC U23 samt brons i XC elit och totalt.
Hon valdes i november 2011, för femte året i rad, till Årets svenska kvinnliga MTB-cyklist. I november 2010 vann hon priset för årets idrottsprestation på Jönköpingsgalan, nominerad av nättidningen Jnytt.se.
Säsongen 2010 och 2011 tillhörde hon det tyska teamet Rothaus-Cube. 2012 kör hon för tyska GHOST Factory Racing Team.
Under de Olympiska sommarspelen 2012 i London slutade Engen på 6:e plats i damernas mountainbike.
Vid världsmästerskapen i Saalfelden 2012 vann hon det första världsmästerskapet i sprintlopp. Året därpå vann hon återigen VM-guld i sprint.
Engen tog en time-out på grund av utbrändhet 2014 men återkom sedan som professionell cyklist. I början av 2018 meddelade hon dock via sin blogg att hon slutar med aktivt tävlande.
Engen bor i Freiburg im Breisgau i sydvästra Tyskland, men växte upp i Jönköping. 